# Adelsdorf

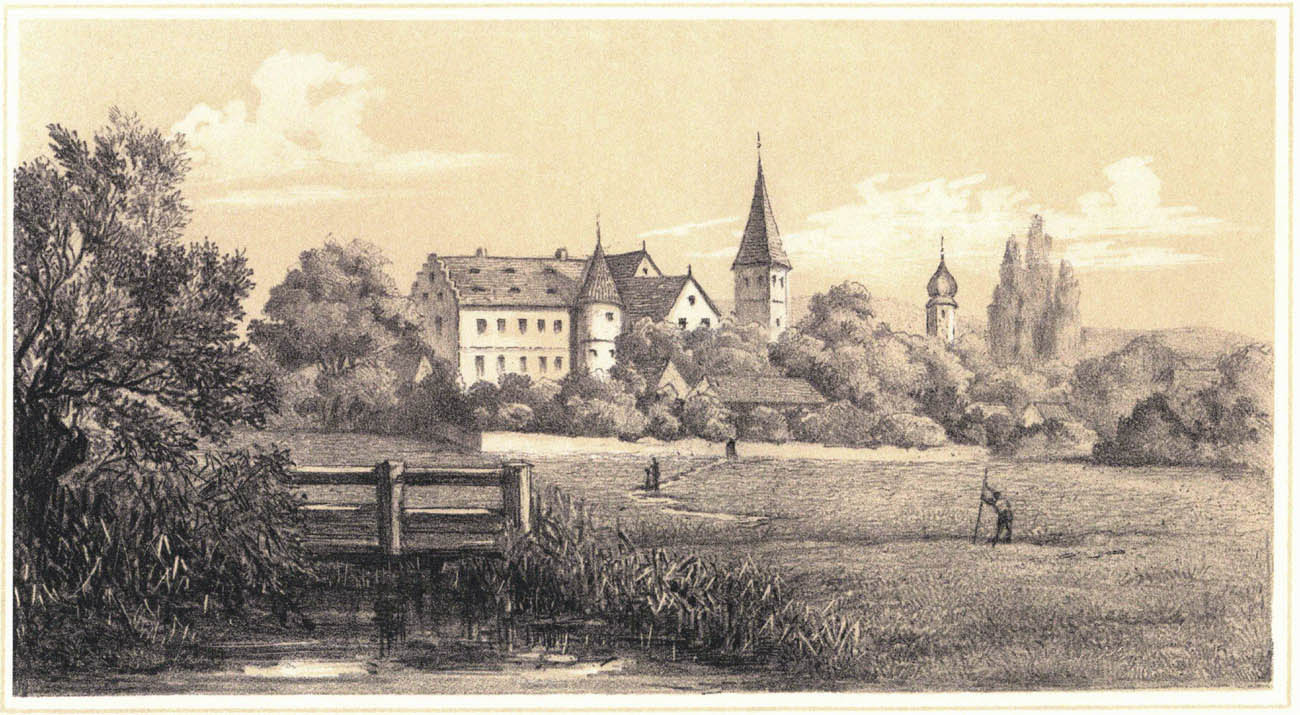
Zamek Adelsdorf

Adelsdorf – miejscowość i gmina w Niemczech, w kraju związkowym Bawaria, w rejencji Środkowa Frankonia, w regionie Industrieregion Mittelfranken, w powiecie Erlangen-Höchstadt. Leży około 17 km na północny zachód od Erlangen, nad rzeką Aisch, przy drodze B470.

## Dzielnice
W skład gminy wchodzą następujące dzielnice:
| - Aisch - Nainsdorf - Neuhaus - Uttstadt | - Weppersdorf - Lauf - Wiesendorf - Heppstaedt |

## Demografia
| Rok  | Liczba mieszk. |
| ---- | -------------- |
| 1970 | 4 216          |
| 1987 | 5 725          |
| 2000 | 6 974          |
| 2006 | 7 644          |

## Polityka
Rada gminy składa się z 21 członków:
|      | CSU | SPD | FW | Zieloni | Blok Obywatelski | Razem     |
| 2002 | 9   | 5   | 4  | 1       | 2                | 21 miejsc |

### Współpraca
Miejscowości partnerskie:
- Feldbach, Austria
- Uggiate-Trevano, Włochy

## Oświata
(na 1999)

W gminie znajduje się 360 miejsc przedszkolnych (293 dzieci) oraz szkoła podstawowa (40 nauczycieli, 545 uczniów).